# Aguilar de la Frontera
Aguilar de la Frontera é um município da Espanha na província de Córdova, comunidade autónoma da Andaluzia. Tem 166,48 km² de área e em 2021 tinha 13 398 habitantes (densidade: 80,5 hab./km²).

## Demografia
| Variação demográfica do município entre 1991 e 2004 | Variação demográfica do município entre 1991 e 2004 | Variação demográfica do município entre 1991 e 2004 | Variação demográfica do município entre 1991 e 2004 |
| --------------------------------------------------- | --------------------------------------------------- | --------------------------------------------------- | --------------------------------------------------- |
| 1991                                                | 1996                                                | 2001                                                | 2004                                                |
| 13114                                               | 13334                                               | 13421                                               | 13522                                               |